# Adorazione dei pastori (Tiziano)
L'Adorazione dei pastori è un disegno a carboncino con lumeggiature a gessetto bianco (18,1x31,6 cm) di Tiziano, databile al 1570 circa e conservato presso il Gabinetto dei Disegni e delle Stampe degli Uffizi a Firenze.
L'attribuzione al maestro cadorino si deve alla scritta trovata sul verso del controfondo che riporta "di mano di Tiziano sicuro": il disegno venne pubblicato per la prima volta nel 1976 in occasione di una mostra su Tiziano a Firenze. 
Il disegno presenta una quadrettatura, che fa supporre una successiva trasposizione su tela: non restano, però, dipinti che possano essere collegati direttamente al foglio degli Uffizi. Rearick  lo collega a una lettera di mano del pittore, scritta nel 1574 ad Antonio Perez, al servizio di Filippo II di Spagna, dove accenna a una "pittura del presepio" che avrebbe spedito al re. Di questo dipinto si sa solo che fu inviato verso la fine dello stesso anno al re Filippo. 